# Медвежья потеха

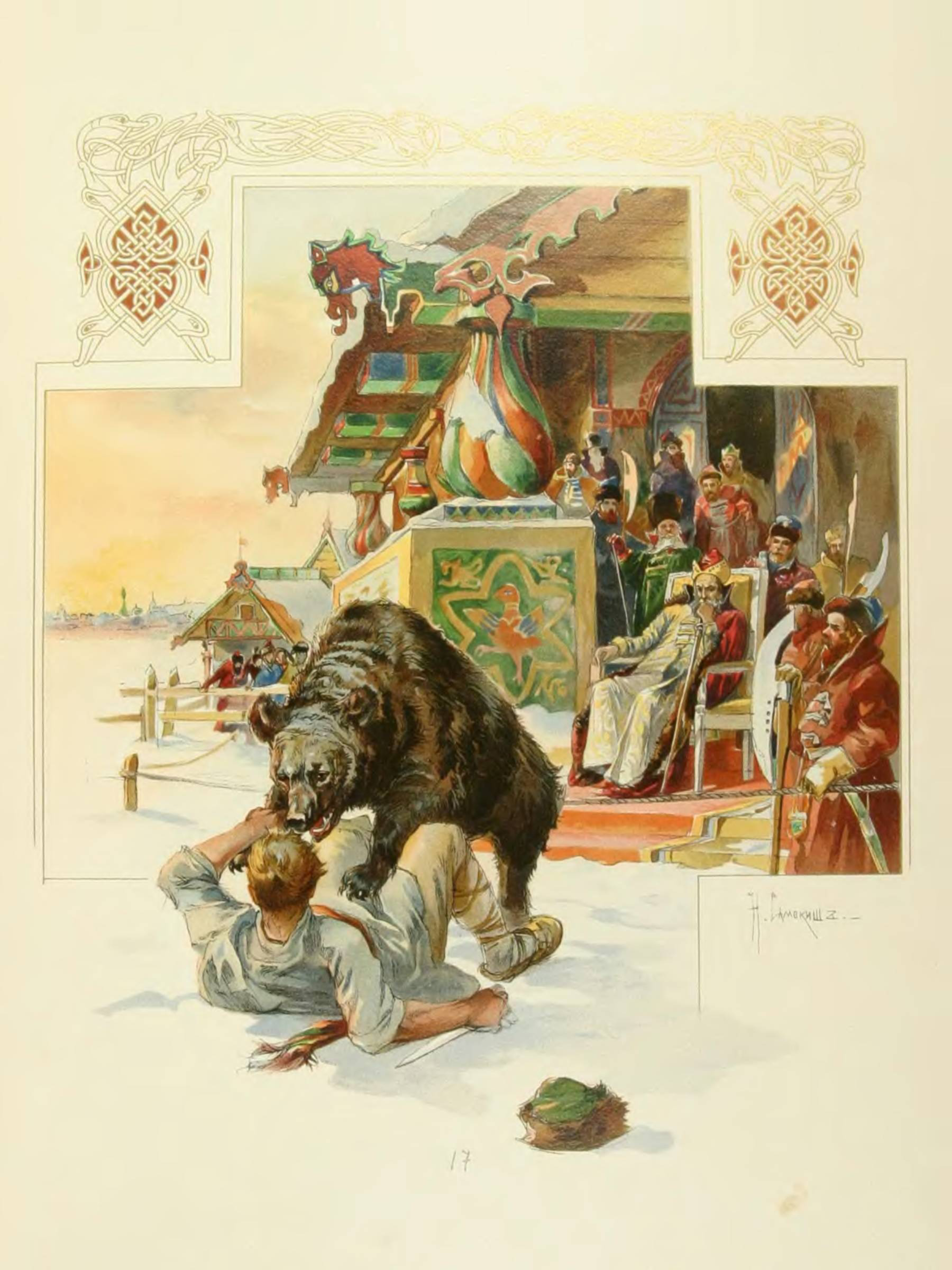
Потеха при царе Иоанне Васильевиче Грозном. С акварели Николая Самокиша

Медвежья потеха — одна из древнейших форм развлечения на Руси. Считалась царской забавой.

## История
Иван Забелин называл медвежью потеху самой старой и самой обычной. В Москве медведи содержались на специальном псаренном дворе. Медведи: дворные (живущие на псаренном дворе), гончие, сступные, спускные, дикие. Иногда для потех привозили белых медведей.
В России «медведчики» были самостоятельной профессией, которую писцовые книги называли отдельно от скоморохов. В то же время и протопоп Аввакум непосредственно связывает «плясовых медведей» со скоморохами. Самыми первыми медвежьими поводырями были, скорее всего, бродячие скоморохи.

### Место проведения
Медвежьи потехи устраивали в Кремле — на заднем государевом дворе или на специально устроенном месте. В XVII веке потехи зачастую устраивали на Цареборисовском дворе, у палат патриарха. Иногда потехи устраивались в загородных дворцах, на псаренных дворах. Травля устраивалась по праздникам (чаще — осенью и зимой), комедии — в любое время года. На Масляной неделе медвежьи потехи устраивались для народа на льду Москвы-реки; медведи и собаки плохо держались на льду.
Медвежьи бои в различных формах просуществовали до XIX — начала XX века на Севере и в Центре России, Верхнем и Среднем Поволжье, Восточной Белоруссии.
В Москве, за Тверской заставой И. И. Богатырёв содержал волчью и медвежью травлю до 1830 года. Позднее она переместилась за Рогожскую заставу, где для этого был построен деревянный круглый амфитеатр.

### Звери
В цикле «Великокняжеская, царская и императорская охота на Руси» Н. И. Кутепова даётся следующее описание: «И в травлях, и в потехах дворцовых главную роль играли медведи дикие или выученные, дрессированные. Для государевой потехи медведи отыскивались по всем областям, и лучшие повсюду отбирались в силу царского указа и доставлялись в Москву на обширный псаренный двор, где, кроме медведей, содержались и другие звери, а также и охотничьи собаки. Учёные медведи, жившие постоянно во дворе, назывались дворными; другие были гончие, или „гонные“, медведи, то есть пойманные уже взрослыми и не совсем прирученные, так что они составляли нечто среднее между дворными и дикими медведями; дикие медведи поставлялись на потеху прямо из леса».
В Европе были хорошо известны венгерские медведи, центральные и северные губернии России обслуживались медведями, дрессированными на Верхней Волге. Сергачский уезд Нижегородской губернии был широко известен своими учёными медведями. Вероятно, поэтому медведь был помещён в нижней части герба города Сергача. Поводчиков и медведей часто называли «Сергач», даже если они были из других губерний.

## Виды
Медвежья потеха была трёх видов:
- Травля медведя: медведь против собак.
- Медвежьи бои: медведь против человека, медведь против медведя.
- Медвежья комедия: цирковые представления.

Согласно Н. И. Кутепову, «должно полагать, что все эти три статьи входили в состав каждого зрелища медвежьей потехи, которое могло начинаться комедией, продолжаться травлей и заканчиваться боем».

### Травля

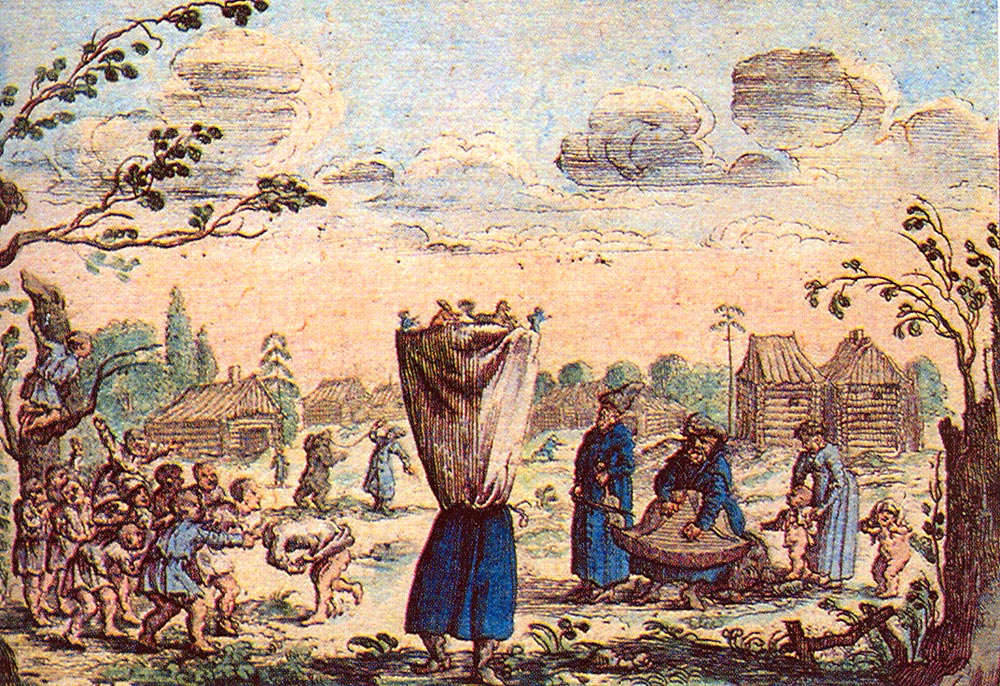
Медвежьи потехи (с гравюры Адама Олеария)

«Травля медведей производилась с помощью собак или же диких медведей, напускавшихся на медведей учёных».

### Бои
Бои устраивались на специальной огороженной площадке. В боях участвовали дикие медведи и люди. Человек был вооружён рогатиной. Бойцы обычно получали в награду ткань ценой в 2 рубля. Бой человека, вооружённого рогатиной, с медведем, считался обычным способом охоты на медведя. В боях участвовали, как правило, дворовые люди, служители Конюшенного двора: псари, псовники, охотники и так далее. Иногда на бой выходили люди разных сословий и чинов: стрельцы, истопники, дети боярские, князья и так далее.
В групповых боях участвовали от 2 до 8 человек и столько же медведей.
Кутепов пишет: «Бой с медведем происходил так: в круг, обнесённый стеною, ставили человека и на него спускали свирепого медведя; задача бойца заключалась в том, чтобы не пропустить момента, когда всего легче воткнуть медведю в бок рогатину или деревянные вилы: если боец успевал уловить момент, он сразу клал медведя на месте, а нет — так сам становился жертвой разъярённого зверя и погибал на глазах зрителей. При удачном исходе боя с медведем бойца вели к царскому погребу, где он в честь государеву напивался допьяна, и, кроме того, из государевой казны обыкновенно ему отпускалось портище (кусок) хорошего сукна на кафтан, ценою в два рубля (…) Большею частию бойцы принадлежали к дворцовому же, государеву, чину и состояли при Ловчем пути, или при царской охоте: это были псовники, конные и пешие псари и собственно охотники, первые люди Ловчего пути».

### Комедии

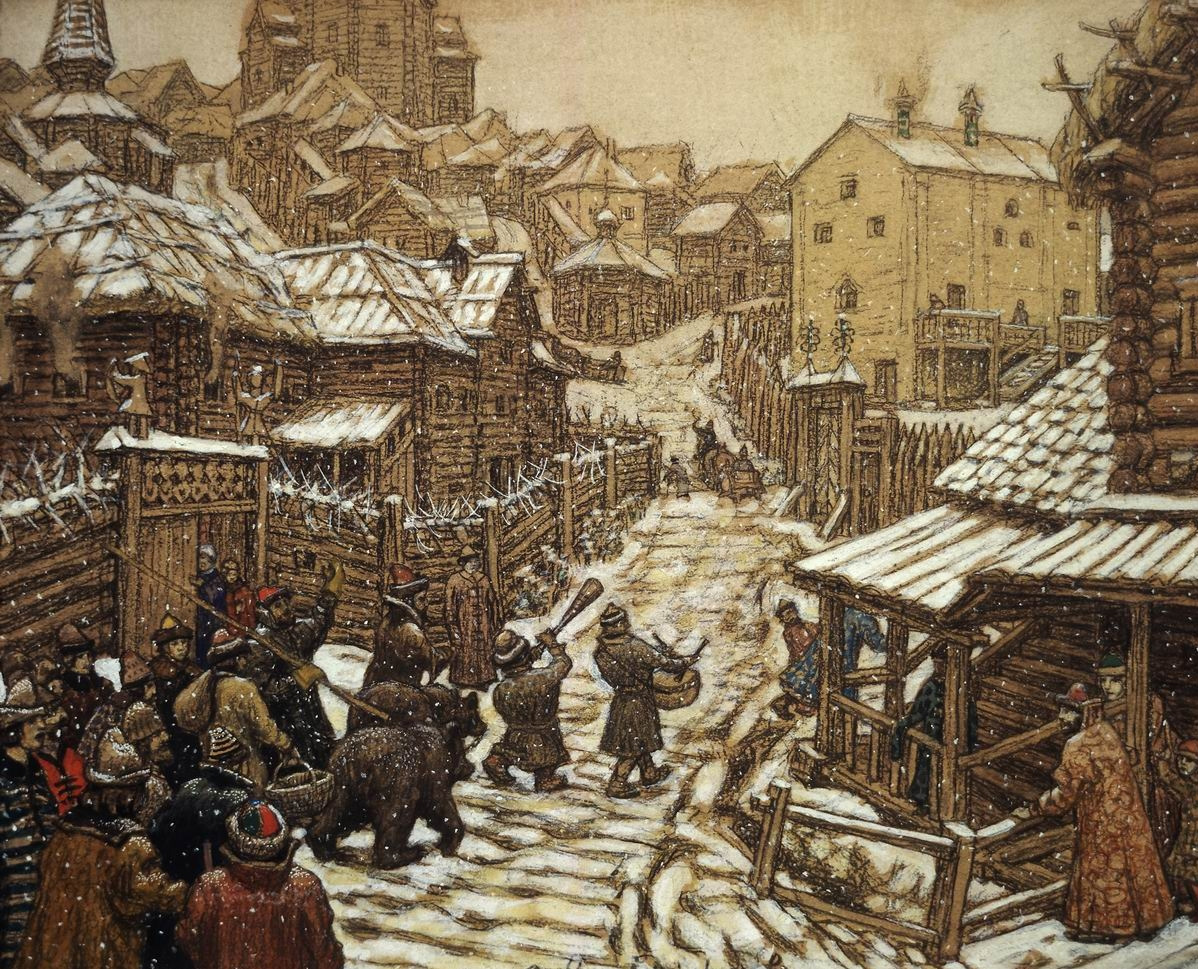
Аполлинарий Михайлович Васнецов. Медведчики (развлечение). Старая Москва

Комедии устраивали поводчики — ещё одна разновидность профессии медведчика. Комедия устраивалась с ряженой козой. Поводчики сопровождали представления присказками и поговорками, объясняя происходящее.
Кутепов пишет: «Во время медвежьей комедии поводчики забавляли зрителей присказками и приговорками, которые служили как бы текстом к этому медвежьему балету и объясняли медвежьи действа; старинный иронический и шутливый ум русского человека при этом не ходил в карман за словом и с беззастенчивым остроумием выставлял напоказ всякие смешные стороны тогдашней жизни».
В местечке Сморгони (Ошмянский уезд Виленской губернии) был организован специальный зверинец, который назывался «Сморгонская академия». В журнале «Советский цирк» (№ 3 за 1959 год) была опубликована статья Я. Солодухо «Медвежья академия». В статье рассказывалось о методе дрессировки медведей в «Медвежьей академии».
медведей дрессировали в железных клетках с медным дном, опущенных в глубокую яму на половину её глубины. В каждую клетку загоняли по два — три медвежонка, а в яму клали хворост и валежник, которые поджигались. Обучение состояло в том, что дно клетки, где находились звери, постепенно нагревалось и медвежаты вынуждены были вставать на задние лапы, так как на них заранее надевали лапти, а передние лапы оставались незащищёнными. Когда становилось особенно жарко, медведи начинали переступать с ноги на ногу, и в это время дрессировщик бил в бубен. Так было ежедневно в течение месяца — двух. Потом медвежат выводили из клетки на волю и продолжали упражнения с бубном. При первых же ударах медвежата становились на задние лапы и под звуки бубна переминались без подогрева. Следовало поощрение в виде куска хлеба или морковки. 
Современные дрессировщики называют эту информацию недостоверной. Солодухо записал свой рассказ об академии по своим детским воспоминаниям, со слов старожилов.
О медвежьей комедии можно получить представление из объявления, опубликованного
8 июля 1771 года газетой «Санкт-Петербургские Ведомости», о проведении медвежьей потехи крестьянами города Курмыша Нижегородской губернии. В объявлении перечислялись номера, которые исполняли медведи. Например:
3) на задних ногах танцуют;

7) вставши на задние ноги и воткнувши между оных палку ездят так, как малые ребята;

8) берут палку на плечо, и с оною маршируют, подражая учащимся ружьём солдатам;

13) как малые робята горох крадут и ползают, где сухо, на брюхе, а где мокро, на коленях, выкравши же валяются;

и так далее.
Медвежьи комедии, как народный промысел, были запрещены высочайшим повелением 30 декабря 1866 года, окончательный срок прекращения промысла был указан в 5 лет.

## В культуре
Часть «тёмной легенды» Ивана Грозного составляют медвежьи потехи его царствования. Альберт Шлихтинг, наблюдавший двор опричников в слободе, писал: «…тиран отсылает обоих к суду бояр для разбора дела. Шут, как это было у него в обычае, приводит с собою медведя и там же, на суде, пред судьями выпускает медведя на брата. Дикий медведь с врождённой ему свирепостью стал рвать и терзать человека когтями. Упомянутые судьи начали бить медведя кулаками и палками, пока тот не отпустил его. Меж тем, когда медведь отходил, прибегает шут и взрезает ножом икру ноги поверженного брата, а кровью, которая обильно хлынула из раны, мажет пасть зверя. Медведь, отведав человеческой крови, приходит в ярость, снова нападает на человека, схватывает его, валит, терзает. Наконец, шут, по чувству сострадания, попытался вырвать брата из пасти медведя, но уже не мог оттолкнуть бешеного зверя, и этот медведь протащил несчастного в другие палаты, где обычно принимают посланцев государей. Желая вознаградить и поправить это из ряду вон выходящее бесчестие, брат-шут препоручает растерзанного и измученного вниманию тирана, и пострадавший записан был в число придворных тирана».
В повести А. С. Пушкина (1833) «Дубровский» описано, как богатый и своенравный русский барин Кирилл Петрович Троекуров любил подвергать своих гостей разным жестоким шуткам, избранная же была запереть кого-нибудь в комнате с голодным медведем на цепи.